# ESPN (Nederland)
ESPN is een Nederlandse groep van televisiezenders gericht op (internationale) sportcompetities. De zenders zijn via de Eredivisie Media & Marketing in handen van de Eredivisie CV en The Walt Disney Company. De groep biedt vier televisiekanalen, een video-on-demanddienst en de ESPN Watch-app. Voorheen stond het bekend als Eredivisie Live en FOX Sports.

## Geschiedenis

### Voorloper
Sinds 29 augustus 2008 was Eredivisie Live de zender waarop live Eredivisie-wedstrijden werden uitgezonden. De zender was onderdeel van Eredivisie Media & Marketing (EMM) en telde vier kanalen in HD-kwaliteit. Tot het seizoen 2013/14 was deze zendergroep in handen van de Eredivisie CV met producent Endemol (ECV) als minderheidsaandeelhouder, omdat er geen enkele landelijke aanbieder een bedrag bood voor de uitzendrechten dat de clubs wilden accepteren.

### Ontstaan

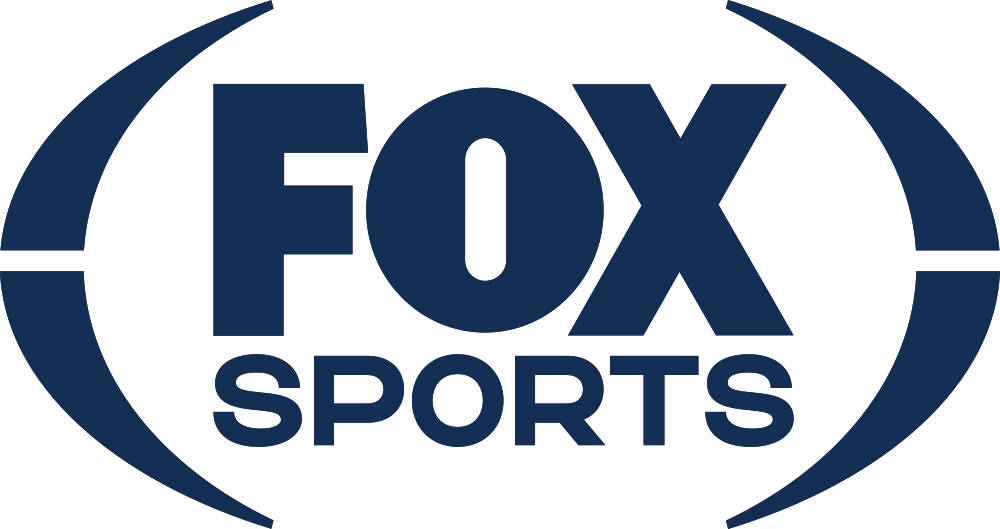
FOX Sports-logo 2013-2020

Op 1 augustus 2013 ging FOX Sports van start in Nederland, als opvolger van Eredivisie Live. Sindsdien was 51% van de EMM in handen van 21st Century Fox van mediamagnaat Rupert Murdoch, via Fox Networks Group Benelux, die van de zendergroep een groot merk wilde maken en hierna meteen de rechten kocht van de Engelse Premier League, de Duitse Bundesliga en enkele bekertoernooien.
De EMM beschikt sinds 2013 ook over een open kanaal, FOX, en twee extra sportkanalen. Wat het totaal aantal sportkanalen op zes brengt. Drie daarvan waren onderdeel van FOX Sports Eredivisie, terwijl de andere drie kanalen onder FOX Sports International vielen. Deze distinctie tussen beide type zenders werd later opgeheven toen de FOX Sports-zenders werden genummerd van 1 tot en met 6.
In het speelschema van de Eredivisie worden nooit meer dan twee duels op één tijdstip gespeeld, met uitzondering van de laatste twee speelrondes, waarbij alle wedstrijden tegelijk plaatsvinden.
FOX Sports International verloor na enkele seizoenen de rechten van de Premier League aan de concurrerende sportzender Ziggo Sport. Wel bleef de zender de Nederlandse voetbalcompetities, Bundesliga en verschillende Amerikaanse sporten uitzenden. Ook ging het internationale voetbalwedstrijden en -toernooien uitzenden, zoals de CONCACAF Gold Cup en de Copa América.

### Overname
Sinds 20 maart 2019 is 21st Century Fox in handen van The Walt Disney Company, waardoor 51% van de EMM in handen kwam van Disney. Op 1 december 2020 werd bekendgemaakt dat per 1 januari 2021 FOX Sports verder zal gaan als ESPN. Qua naamgeving sluit men zich aan bij het internationale ESPN-netwerk van Disney. De nummering van de zenders bleef in stand, alleen de merknaam FOX Sports werd vervangen door ESPN. De app onderging een naamsverandering tot ESPN Watch. Op 18 december 2020 werd de nieuwe website gelanceerd en op 30 december 2020 gingen de oude website en app offline. Per 31 december 2020 werden de tv-zenders gewijzigd in ESPN. Met ingang van het seizoen 2021/22 zendt de zender ook wedstrijden in Ultra HD uit.
In het voorjaar van 2021 werd bekend dat ESPN de rechten van het Duitse voetbal niet heeft verlengd en de rechten van de NBA heeft gekocht. Hierdoor heeft de zender de rechten van Nederlandse voetbalcompetities, de Europa League, Zuid-Amerikaans voetbal en Amerikaanse sportcompetities (NFL, NHL, NBA, MLB, MLS en College Football en Basketball).
Op 2 augustus 2021 wijzigde ESPN het kanalenaanbod. De zender ging van zes naar vier zenders terug. ESPN 5 en 6 verdwenen dus hiermee. Dit had mede te maken met het verdwijnen van de uitzendrechten van de Bundesliga en dat er op deze zenders veel herhalingen te zien waren van de andere vier zenders. Ook de ESPN-abonnementstructuur veranderde. Bij de meeste tv-providers kon een klant alleen een ESPN Compleet abonnement nemen. Er werd geen onderscheid meer gemaakt tussen een Eredivisie- en een internationale abonnement. Bij sommige tv-providers zat de zender ESPN al in het basispakket.
Na vijf seizoenen stopte ESPN met ingang van seizoen 2021/22 met het uitzenden van de livewedstrijden en samenvattingen van de Tweede divisie. Het contract liep namelijk af en werd niet verlengd. Vanaf 2022 ging alle tenniscompetities van ESPN naar Ziggo Sport. De MLS werd in hetzelfde jaar niet meer uitgezonden.
In 2023 werd duidelijk dat de Nederlandse clubs bezig waren met een nieuwe televisierechtendeal. Hierbij kreeg ESPN concurrentie van een consortium van telecomaanbieders, waaronder VodafoneZiggo en KPN. In het najaar van datzelfde jaar bleek ESPN de voorkeur te genieten boven de andere bieders, waardoor de zender in de periode 2025-2030 opnieuw verzekerd is van de Nederlandse voetbalrechten. In de nieuwe voorwaarden was onder andere opgenomen dat alle Eerste Divisie-, KNVB Beker- en Vrouwen Eredivisie-wedstrijden live zouden worden uitgezonden. Omdat de randvoorwaarden al aanwezig waren was dit bij de bekrachtiging van de nieuwe deal, op 6 februari 2024, reeds ingegaan.De zender maakt elk jaar tegen het einde van de zomer zodra het nieuwe Eredivisieseizoen gaat beginnen veel reclame door middel van speciale reclamespotjes die op radio en TV worden uitgezonden tijdens reclameblokken en met reclameposters die dan op billboards verschijnen. Op deze manier worden mensen erop geattendeerd dat de Eredivisie weer gaat beginnen, zodat ze als ze de wedstrijden live willen zien op tijd een abonnement kunnen nemen als ze dat nog niet hebben.
Vanaf 2024 gingen de rechten van de Africa Cup exclusief naar Ziggo Sport. De rechten van de Copa América gingen exclusief naar Viaplay.
Vanaf het seizoen 2024/25 gingen de tv-rechten voor het Europees voetbal exclusief naar Ziggo Sport. Dit betekent dat de competities UEFA Europa League en UEFA Conference League niet meer te zien zijn op ESPN en dat de zender na zestien jaar geen Europees voetbal meer uitzendt.

## Kanalen
- ESPN
- ESPN 2
- ESPN 3
- ESPN 4
- ESPN UHD

## Programma's
| Titel                   | Opzet |
| ----------------------- | --- |
| Club TV                 | Feyenoord, Ajax en PSV hadden 2× per week een clubuitzending. AZ, sc Heerenveen, FC Utrecht en Heracles Almelo hadden 1× per week een clubuitzending. Medio 2025 werd bekend dat ESPN stopt met het uitzenden van club TV. De reden is dat ESPN contractueel niet meer verplicht is om op zijn zenders uit te zenden. Voorheen zonden ADO Den Haag, FC Groningen, FC Twente en Vitesse ook club TV uit.                                                                        |
| De Eretribune           | Talkshow op zaterdagavond op ESPN of ESPN 2 gepresenteerd door Jan Joost van Gangelen en Aletha Leidelmeijer. Er is een live band, twee vaste analytici, en een voetbalpersoonlijkheid of een gast die niet uit de voetbalwereld komt. De Eredivisiewedstrijd van 20.00 uur of twee Eredivisiewedstrijden van 18.45 en 21.00 uur worden tijdens dit programma live uitgezonden.                                                                                                |
| De Voetbalkantine       | Op vrijdag om 17.00 uur ontvangen Wouter Bouwman en Yordi Yamali gasten in de voetbalkantine om hier over voetbal te praten en blikken vooruit op het komend voetbalweekend. |
| Dit Was Het Weekend     | Analytische round-up van de afgelopen speelronde in de Eredivisie op zondag om 20.00 uur. |
| Eredivisie Op Vrijdag   | Een programma op vrijdagavond op ESPN 2 met een live Eredivisiewedstrijd van 20.00 uur met de voor- en nabeschouwingen. |
| Eredivisie Op Zaterdag  | Twee tot drie live Eredivisiewedstrijden op zaterdag met afwisselende aanvangstijden van 16.30, 18.45, 20.00 en 21.00 uur met voor- en nabeschouwingen vanuit het stadion op ESPN, ESPN 2 of ESPN 3. De voor- en nabeschouwingen met interviews en eventueel de persconferentie zijn ook te zien op ESPN Extra. |
| Eredivisie Op Zondag    | Vier live Eredivisiewedstrijden op zondag met aanvangstijden van 12.15, 14.30 (2×), 16.45 (en 20.00) uur met voor- en nabeschouwingen vanuit het stadion of in de studio op ESPN, ESPN 2 of ESPN 3. De voor- en nabeschouwingen met interviews en eventueel de persconferentie zijn ook te zien op ESPN Extra. |
| ESPN DOC                | Memorabele wedstrijden, legendarische spelers, historische prestaties, succesvolle trainers, spraakmakende affaires; heden en verleden van alle achttien Eredivisieclubs komen aan bod in de documentaireserie ESPN DOC. |
| ESPN Vandaag            | In ESPN Vandaag wordt dagelijks om 18.30 en 23.00 uur het belangrijkste (inter)nationale sportnieuws doorgenomen. Op vrijdag, zaterdag en zondag zijn er lange edities. |
| Goedemorgen Eredivisie  | Iedere zondag tussen 10.00 en 12.00 uur op ESPN kijkt Milan van Dongen of Fresia Cousiño Arias afwisselend samen met Hans Kraay jr. en de hoofdrolspelers uit de voetbalwereld terug op de wedstrijden van vrijdag en zaterdag en vooruit naar de duels van zondag. |
| Keuken Kampioen Divisie | Iedere speelronde bestaat uit tien wedstrijden. De aanvangsdagen en -tijden zijn afwisselend op: vrijdag om 20.00 uur, zaterdag om 16.30 uur, zondag om 16.45 uur en maandag om 20.00 uur. De wedstrijden bestaat eventueel uit voor- en nabeschouwingen vanuit het stadion. Op vrijdag wordt ook het schakelprogramma Voetbal Op Vrijdag uitgezonden. |
| Tekengeld               | Een dagelijks programma tijdens de transferperiode waarin Yordi Yamali het laatste transfernieuws doorneemt met medewerkers van ESPN. Het programma wordt de avond van tevoren opgenomen en de volgende ochtend om 07:00 gepubliceerd als podcast om vervolgens om 07:30 op ESPN 1 uitgezonden te worden. De transferperiode wordt afgesloten met een Transfer Deadline Show in De Voetbalkantine. Na de transferperiode wordt het programma doorgezet in een wekelijkse vorm. |
| Tien Jaar Terug         | Een wekelijks programma waarin op het seizoen van Eredivisie 2015/16 wordt teruggeblikt aan de hand van samenvattingen. |
| Voetbal Op Vrijdag      | Op vrijdag is er een schakelprogramma op ESPN met voornamelijk de wedstrijdbeelden van de Keuken Kampioen Divisie en de hoogtepunten van de Eredivisie. Aansluitend worden alle gespeelde wedstrijden van de vrijdagavond samengevat. Het programma wordt gepresenteerd door Pascal Kamperman of Toine van Peperstraten met Hans Kraay jr. als vaste analist. |
| Voetbalpraat            | In twee helften van 22 minuten durend praat-/podcastprogramma op maandag tot en met donderdag waarin vier presentatoren, analisten, commentatoren en journalisten napraten over de afgelopen voetbaldag(en). Daarnaast worden er actuele voetbalonderwerpen ter discussie gesteld. |
| Vrouwen Eredivisie      | Iedere speelronde bestaat uit zes wedstrijden. Op zondag om 12.15 uur wordt een live wedstrijd uitgezonden met voor- en nabeschouwingen vanuit het stadion. De overige wedstrijden zijn te zien op zondag om 16.45 uur met daarbij een schakelprogramma en beperkt op zaterdag om 14.00 uur. Grotendeels daarvan zijn alleen online te zien op ESPN Extra. |
| Overige                 | Onder andere: Top 25 doelpunten, ESPN Fantasy Voetbal Show |

## Competities
| Nederlands voetbal - Eredivisie - Vrouwen Eredivisie - Keuken Kampioen Divisie - TOTO KNVB Beker - TOTO KNVB Beker Vrouwen - Johan Cruijff Schaal - Play-offs Europees voetbal - Play-offs Promotie/Degradatie | Internationaal voetbal - Jong Oranje - Copa Libertadores - Copa Sudamericana - CONCACAF Gold Cup - Diverse interlands | Amerikaanse sporten - College Football - MLB - NBA - NFL - NHL |

## App
Alle digitale televisieklanten met een ESPN-abonnement kunnen gratis de ESPN Watch-app koppelen met hun eigen ESPN-account op internet. Met de ESPN Watch-app is er live toegang tot de ESPN-kanalen. Ook is er toegang tot de extra ESPN-kanalen (indien beschikbaar). Hierin kunnen de klanten de wedstrijden op internet live bekijken. Ook is er toegang tot de programma's die uitgezonden waren op ESPN en de gemaakte doelpunten en samenvattingen van de wedstrijden uit alle competities. ESPN is te gebruiken op Windows, macOS, diverse tablets, smartphone, via 3G, 4G of wifi en met de ESPN Watch-app.
Voor digitale televisieklanten zonder ESPN-abonnement, kan er een dagpas besteld worden bij hun eigen digitale tv-aanbieder. Er moet voor elke wedstrijd een bedrag betaald worden. Na betaling kan de klant deze wedstrijd op televisie inclusief commentaar bekijken. Dit is een oplossing als een klant digitale televisie heeft, maar slechts af en toe een wedstrijd live wil zien. Op deze manier hoeft een klant dan niet een abonnement af te nemen. Men koopt alleen de wedstrijden die men wil zien.
Met de naamsverandering van de zender van FOX Sports naar ESPN veranderde de naam van de app FOX Sports GO in ESPN Watch.

## Aanbieders
De kanalen worden doorgegeven via Ziggo, KPN, Odido, Delta, Glashart Media en Canal Digitaal en daarvoor dient een abonnement genomen te worden boven op een digitaal pakket.
ESPN zit bij onder andere KPN en Odido in het basispakket. Ziggo volgt dit model vanaf 12 januari 2022. De belangrijkste Nederlandse sportzenderconcurrenten zijn premiumtelevisiedienst Ziggo Sport en Viaplay.